# Mo Brooks

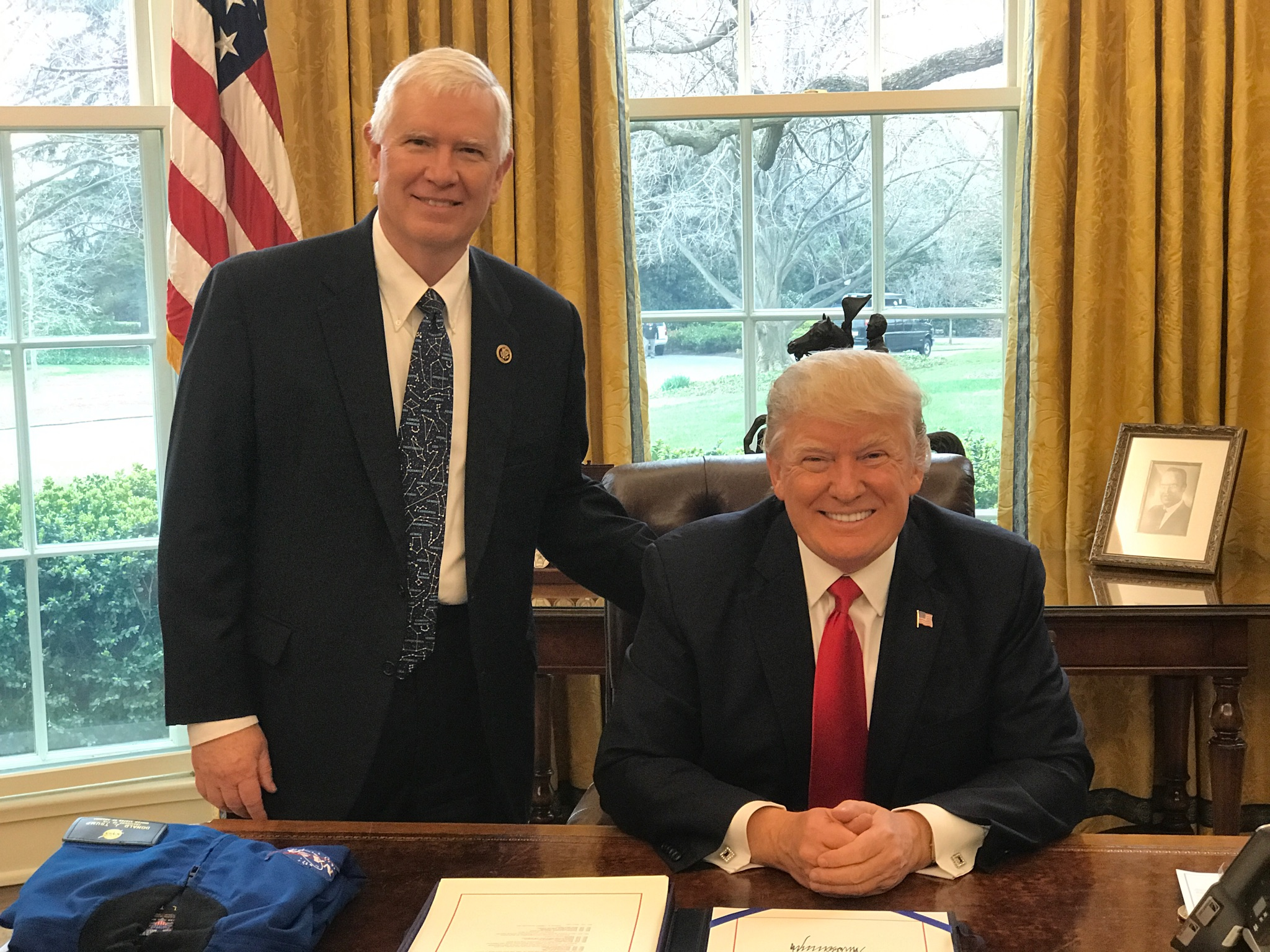
Mo Brooks tillsammans med Donald Trump i Ovala rummet 2017

Morris Jackson "Mo" Brooks, Jr., född 29 april 1954 i Charleston i South Carolina, är en amerikansk republikansk politiker och advokat. Han representerade Alabamas femte kongressdistrikt i USA:s representanthus 2011–2023.
Mo Brooks Brooks är son till samhällskunskapsläraren Betty J. (Noland) Brooks och ingenjören Morris Jackson "Jack" Brooks. Han växte upp i Huntsville i Alabama. Han avlade 1975 kandidatexamen i samhällsvetenskap och ekonomi vid Duke University och 1978 juristexamen vid University of Alabama. I mellanårsvalet i USA 2010 vann han mot demokraten Steve Raby.

## Stormningen av Kapitolium
Mo Brooks blev känd för sitt engagemang i de protester som ledde till stormningen av Kapitolium 2021 den 6 januari 2021. Han agerade och gjorde uttalanden före kravallerna, inklusive på Twitter, där han därefter fick sitt konto avstängt efter ytterligare kommentarer efter stormningen, vilka ansågs uppviglande till uppror och som föranledde två ledamöter att den 1 januari 2021 hemställa om att Representanthuset skulle ge Brooks en officiell reprimand. Sådana reprimander till ledamöter i Representanthuset hade dessförinnan givits nio gånger sedan slutet av 1700-talet.